# Bakuská gubernie
Bakuská gubernie (rusky Бакинска губерния) byla jedna z gubernií carského Ruska v letech 1859–1920, která se nacházela na západním pobřeží Kaspického moře. Gubernie vznikla vydělením z území Šemachinské gubernie a dělila se na 6 okresů. Hlavním městem gubernie bylo Baku.